# Estrada europeia 10
A Estrada europeia 10 - E10 -  começa em Å na Noruega, passa por Narvik, Kiruna e Gällivare, para terminar em Luleå na Suécia. Esta estrada europeia tem 850 km de extensão.